# Jarosław Roman Marczewski
Jarosław Roman Marczewski (ur. 16 września 1970 w Lublinie) – polski duchowny, dr hab. nauk teologicznych, adiunkt Metropolitalnego Seminarium Duchownego w Lublinie i Instytutu Historii Kościoła i Patrologii Wydziału Teologii Katolickiego Uniwersytetu Lubelskiego Jana Pawła II.

## Życiorys
Święcenia kapłańskie przyjął 3 czerwca 1995. 3 października 2002 obronił pracę doktorską pt. Duszpasterska działalność Kościoła w średniowiecznym Lublinie, otrzymując doktorat, a 25 czerwca 2013 habilitował się na podstawie oceny dorobku naukowego i pracy zatytułowanej Dzieje chełmskiej kapituły katedralnej obrządku łacińskiego. Został zatrudniony na stanowisku adiunkta w Metropolitalnym Seminarium Duchownym w Lublinie i w Instytucie Historii Kościoła i Patrologii na Wydziale Teologii Katolickiego Uniwersytetu Lubelskiego Jana Pawła II.
Pełni funkcję rektora Metropolitalnego Seminarium Duchownego w Lublinie.